# Sever Mureșan
Andrei Sever Mureșan (Câmpia Turzii, Rumania; 23 de octubre de 1948-Dijon, Francia; 25 de septiembre de 2024) fue un tenista profesional y empresario rumano.

## Carrera

### Tenista
Después de convertirse en Campeón Nacional de Tenis de Dobles Masculino en 1968 fue admitido en el Instituto de Educación Física y Deporte en Bucarest donde estuvo de 1968 a 1972.
Sever Mureșan se distinguió como tenista profesional, siendo miembro del equipo rumano de Copa Davis entre 1970 y 1983, y fue el primer tenista rumano profesional de la Asociación de Tenistas Profesionales.
Desde 1980 residía en Francia, donde creó un club de tenis en Dijon, del cual estuvo obteniendo exclusividad en la comercialización de materiales sintéticos para deportes "indoor" y "outdoor", además de embarcarse en asuntos internacionales. 

### Empresario
Después de la Revolución rumana de 1989 lanzó la operación llamada "Compra para Rumania" a través de la asociación de las empresas junto a "Croissant de France Invest", con las fábricas rumanas de pan en Cluj pero también en Bucarest. Al mismo tiempo fundó el Grupo SM Invest, que, a través de las 50 filiales y más de 6.000 empleados, alcanzaría, en 1995, el mayor grupo privado de Rumanía.
Después de la creación de Banca Dacia Félix en marzo de 1991, Sever Mureșan en el otoño del mismo año entra a formar parte del consejo de administración como uno de sus miembros.
Entre 1992 y 1994 a través de SC SM Invest Holding SA, Astra Roman Capital S.A.H. y Sita Investment A.G. atrajo inversiones masivas, de manera que, durante 1994, aparece la participación de estas empresas en el capital social de Banca Dacia Félix alcance el 68,89%. Pero incluso si se convirtió en accionista mayoritario del Dacia Félix Bank en 1994, un año después, debido a la presión política para unirse al partido gobernante como patrocinador electoral del PDSR, Sever Muresan renuncia al Consejo de Administración.
En 1991 se mudó de Francia a Bucarest, donde creó el torneo de tenis llamado Abierto Burndiano que organizó en Dijon. Así, nació la competición de nivel ATP Open Tennis, que se convertiría en el quinto torneo de arcilla en importancia en el mundo. Luego, las inversiones en el deporte aumentaron exponencialmente, estableciendo el Club de Baloncesto S.A., donde estaba representado por el equipo de baloncesto masculino U- SM Invest, así como el equipo de voleibol femenino de la Universidad de Cluj.